# Campanha contra a Noruega
A Guerra Sueco-Norueguesa (em norueguês:  Den svensk-norske krigen), ou Campanha contra a Noruega (em sueco:  Fälttåget mot Norge) foi uma guerra travada entre os reinos da Suécia e da Noruega. O objetivo da ação militar era impedir que a Noruega se tornasse totalmente independente. Ainda no mesmo ano, a paz foi assinada em Moss, com os dois países formando uma união pessoal (unificação). Em 1905, a Noruega declarou-se novamente independente, terminando assim a União Sueco-Norueguesa.